# Collegio di Navarra
Il Collegio di Navarra (in francese Collège de Navarre) era uno dei collegi della storica Università di Parigi. Rivaleggiava con il Collegio della Sorbona ed era famoso per la sua biblioteca.

## Storia
Il collegio fu fondato dalla regina Giovanna I di Navarra nel 1305 e prevedeva tre dipartimenti: arti con 20 studenti, filosofia con 30 e teologia con 20 studenti. 
La regina lasciò in eredità parte del suo raffinato Hôtel de Navarre in rue Saint André des Arts, insieme a terreni che fruttavano rendite pari a 2000 livre annue nelle sue contee di Champagne e Brie. I suoi fiduciari decisero di vendere la proprietà di Parigi e di acquistare un ampio appezzamento di terreno sul Monte di Santa Genoveffa (rue de la Montagne-Sainte-Geneviève / rue Descartes), proprio nel Quartiere Latino, e di ricostruire lì il collegio. La prima pietra, posata il 12 aprile 1309, era destinata alla cappella del collegio.
Fu previsto anche il sostegno economico agli studiosi. Tali indennità sarebbero continuate finché i laureati non avessero ottenuto benefici rispettivamente del valore di 30, 40 e 60 livre. Il regolamento consentiva agli studenti di teologia di accendere un fuoco tutti i giorni, da novembre a marzo, dopo pranzo e cena, per una mezz'ora. Il lusso delle panche venne proibito da una commissione nominata da Papa Urbano V nel 1366. Nei giorni di festa, ci si aspettava che i teologi consegnassero una raccolta di scritti ai loro compagni di studio delle tre classi. Il rettore a capo del collegio, originariamente nominato dal corpo docente dell'università, venne in seguito nominato dal confessore del re. Gli studenti indossavano un abito speciale e la tonsura e mangiavano in comune.
Le lezioni assomigliavano poco alle università odierne. C'erano materie che oggi non vengono insegnate, come la retorica nel suo significato classico. Agli studenti era richiesto di parlare e scrivere solo in latino e tutte le materie dovevano essere imparate a memoria. Solo dopo la laurea agli studenti era concesso di scrivere usando parole proprie o di discutere gli argomenti.
Il Collegio venne sciolto durante la Rivoluzione francese, la sua biblioteca fu dispersa e i suoi archivi andarono perduti. Nel 1805 Napoleone assegnò i suoi edifici all'École Polytechnique.